# Liceum Ogólnokształcące nr II im. Joachima Chreptowicza w Ostrowcu Świętokrzyskim
Liceum Ogólnokształcące nr II im. Joachima Chreptowicza w Ostrowcu Świętokrzyskim – jedno z ostrowieckich liceów z tradycjami sięgającymi pierwszych dziesięcioleci XX wieku. Posiada 19 oddziałów, w których uczy 40 pedagogów. Do szkoły uczęszcza 580 uczniów.
Budynek liceum znajduje się przy ul. Rosłońskiego 1 na osiedlu Spółdzielców.

## Historia
Szkoła powstała decyzją Kuratorium Okręgu Warszawskiego z dnia 9 lutego 1913 jako 4-klasowe prywatne progimnazjum męskie. Jej pierwszy budynek, przy ulicy Iłżeckiej, zapisał miastu w testamencie lekarz Jan Głogowski. Pierwszy dyrektor szkoły, Stefan Czapliński, przybył do Ostrowca z Warszawy, na zaproszenie ostrowieckiej inteligencji. Wybuch I wojny światowej stał się powodem zamknięcia progimnazjum. Jednakże już w lipcu 1915 roku Rada Opiekuńcza powołała na stanowisko dyrektora progimnazjum Sławomira Czerwińskiego. Natomiast progimnazjum przekształcono w pełne gimnazjum już jako szkoła polska. W listopadzie 1915 r. prefekt gimnazjum ks. Władysław Muszalski zorganizował I Ostrowiecką Drużynę Harcerską im. M. Langiewicza. W 1917 roku gimnazjum przeniesiono na teren byłych koszar rosyjskich znajdujących się przy ul. Polnej 54. 1 września 1919 gimnazjum upaństwowiono, a już w roku następnym odbyła się pierwsza matura, do której przystąpiło siedmiu maturzystów.
W 1923 roku nadano gimnazjum imię Joachima Chreptowicza.
Kalendarium
| Rok       | Wydarzenia |
| --------- | --- |
| 1910      | Dr Jan Głogowski, inicjator utworzenia męskiej szkoły średniej w Ostrowcu Świętokrzyskim, na mocy testamentu oddaje swój dom na potrzeby nowo powstającej szkoły. |
| 1913      | W lutym w Ostrowcu Świętokrzyskim przy ulicy Iłżeckiej w domu Żaka zostaje otwarte czteroklasowe prywatne progimnazjum męskie. Szkołę organizuje nauczyciel szkoły średniej z Warszawy – Stefan Czapliński. Naukę w szkole pobiera od czerwca 1913 roku około 100 uczniów. |
| 1915      | Szkoła przestaje istnieć podczas wakacji po roku szkolnym 1914/1915. Powołana zostaje Rada Opiekuńcza Progimnazjum wraz z dyrektorem szkoły Sławomirem Czerwińskim. W roku szkolnym 1915/1916 rozpoczyna swoją działalność prywatne progimnazjum z polskim językiem wykładowym. Uczy się w nim 198 uczniów pochodzących z dawnego progimnazjum, a także z innych szkół. |
| 1916      | Dotychczasowe progimnajzum przekształcone zostaje na gimnazjum. W ciągu jednego roku szkolnego liczba uczniów wzrasta ze 198 do 334. Z tego powodu zapada decyzja o przeniesieniu części klas do wynajętych izb w domach przy ulicy Słowackiego. Powstaje Rada Opiekuńcza Szkoły. Ma ona duże uprawnienia: proponowała i zatwierdzała dyrektora szkoły, wpływała na fundusze szkoły, decydowała o zwalnianiu z opłat lub przyznawaniu ulg w opłatach dla niezamożnej młodzieży. |
| 1917      | Rada Miejska w zamian za przejęcie dotychczasowego budynku, w którym znajduje się szkoła wydzierżawia dla niej od kupca Pfeffera dawne koszary wojsk rosyjskich przy ul. Polnej. Dyrektorem szkoły zostaje Bolesław Hulewicz dążący do upaństwowienia gimnazjum. |
| 1919      | Owocują starania dyrektora szkoły, Bolesława Hulewicza – 1 września 1919 gimnazjum zostaje upaństwowione pod warunkiem „(...)że miasto zamiast używalności domu po św. p. Dr Janie Głogowskim będzie do 1926 roku wypłacało czynsz za wynajęcie posesji od p. Józefa Pfeffera(...).” Ks. Władysław Muszalski zakłada w szkole drużynę harcerską. Pierwszym drużynowym zostaje Józef Szelchaus. W szkole zaczynają działalność koła: historyczno-literackie, matematyczno przyrodnicze, sportowe. Wydana zostaje gazetka szkolna „Na szkolnej ławie”. |
| 1920      | Miejsce ma pierwszy w historii szkoły egzamin maturalny, który zdaje siedmiu uczniów. Szkoła okrywa się żałobą z powodu śmierci czterech z sześciu harcerzy – uczniów ostrowieckiej szkoły, którzy poszli na front wojny polsko-bolszewickiej. |
| 1921      | Dyrektorem gimnazjum zostaje Wilhelm Romiszewski. |
| 1923      | Dnia 2 maja 1923 odsłonięta zostaje tablica poświęcona pamięci poległych na wojnie polsko-bolszewickiej harcerzy, którzy byli uczniami ostrowieckiego gimnazjum. Tego samego dnia nadane zostaje szkole imię Joachima Chreptowicza, które utrzymuje się do dziś. Odbywa się poświęcenie sztandaru szkoły oraz tablicy pamiątkowej ku czci harcerzy. W Warszawie powstaje Akademickie Koło Ostrowiaków, które poprzez stały kontakt z uczniami, zaznajamia ich z warunkami panującymi na wyższych studiach i pomaga im w wyborze uczelni. Założona zostaje biblioteka (3 tysiące woluminów). Ponadto każda klasa otrzymuje liczącą 50 książek podręczną biblioteczkę. |
| 1928      | Działalność rozpoczyna samorząd szkolny „Bratnia Pomoc”, organizowane są liczne koła naukowe oraz koło dramatyczne działające pod przewodnictwem ówczesnego polonisty prof. Barańskiego. |
| 1932      | Od 1932 roku Państwowe Gimnazjum Męskie zaczyna być oparte na programie sześciu klas szkoły powszechniej – mieści się w niej 4-letnie gimnazjum oraz 2-letnie liceum o kierunkach: humanistycznym i matematyczno-fizycznym. |
| 1933      | Gimnazjum i Liceum zostają przeniesione do gmachu po zlikwidowanym Seminarium Nauczycielskim (obecnie w tym miejscu znajduje się III LO im. W. Broniewskiego). |
| 1934      | Kierownictwo w szkole po śmierci dyrektora Romiszewskiego na krótko przejmuje Jan Rosłoński – dotychczasowy nauczyciel historii. Ustępuje on ze stanowiska na rzecz nowo mianowanego dyrektora, Stanisława Jury. |
| 1937      | Zarządzeniem Ministra Wyznań Religijnych i Oświecenia Publicznego z 1937 zostało utworzone „Państwowe Liceum i Gimnazjum im. Joachima Chreptowicza w Ostrowcu” (państwowa szkoła średnią ogólnokształcąca, złożoną z czteroletniego gimnazjum i dwuletniego liceum), po wejściu w życie tzw. reformy jędrzejewiczowskiej szkoła miała charakter męski, a wydział liceum ogólnokształcącego był prowadzony w typie matematycznym i humanistycznym. Pod koniec lat 30. szkoła funkcjonowała pod adresem ulicy Henryka Sienkiewicza 67. |
| 1939      | Wybuch wojny powoduje likwidację szkoły. W czasie trwania II wojny światowej w budynku szkolnym stacjonują żołnierze niemieccy, którzy niszczą dokumenty i pomoce naukowe. W trakcie wojny niektórzy nauczyciele gimnazjum i liceum organizowali tajne komplety w prywatnych mieszkaniach. |
| 1940      | Dyrektor Stanisław Jura nawiązuje kontakt i współpracę z tajnymi władzami Krakowskiego Okręgu Szkolnego oraz organizuje sieć tajnego nauczania. W latach 1940–1942 trwają wzmożone prześladowania nauczycieli. Wielu z pedagogów ostrowieckiej szkoły aresztowano, wielu też zginęło. |
| 1945      | 12 lutego 1945 dyrektor Jura przeprowadza w swoim domu pierwsze zebranie organizacyjne. W dniu 7 marca zostaje otwarte Państwowe Gimnazjum i Liceum im. J. Chreptowicza. Całość ulokowana jest w zniszczonym budynku przy ulicy Sienkiewicza. W kwietniu 1945 roku do szkoły uczęszcza już 226 uczniów. 20 maja 1945 dyrektorem po Stanisławie Jurze, który opuścił stanowiskio, zostaje powołany przez kuratorium nauczyciel historii Jan Rosłoński. |
| 1947      | Szkoła wraca do własnego budynku przy ulicy Polnej. |
| 1948      | Zgodnie z zaleceniem Ministerstwa Oświaty z dnia 4 maja 1948 szkoła zostaje przemianowana na 4-letnią Państwową Szkołę Ogólnokształcącą Stopnia Licealnego. Połączone zostają działające dotychczas na terenie szkoły organizacje młodzieżowe: ZWM, OMTUR, ZMW, „Wici” i ZHP. Działalność ideowo-polityczną wśród młodzieży od tej pory prowadził ZMP, kierowany przez Adama Kałużę. |
| 1952      | Towarzystwo Przyjaciół i Dzieci przejmuje Państwową Szkołę Ogólnokształcącą Stopnia Licealnego. Do budynku szkoły wprowadza się Liceum Ogólnokształcące dla Pracujących. W tym roku szkoła liczy 330 uczniów. |
| 1958      | 20 i 21 września 1958 odbywa się I Zjazd Absolwentów szkoły. Ma on miejsce w 45. rocznicę założenia szkoły, a bierze w nim udział około 300 dawnych uczniów. Podczas zjazdu podjęte zostają uchwały dotyczące budowy nowego budynku szkolnego „Pomnika Tysiąclecia”, a także przywrócenie szkole nazwy Liceum Ogólnokształcącego im. Joachima Chreptowicza. |
| 1964      | 26 września 1964 szkoła zostaje oddana do użytku. Autorem planu lokalizacji szkoły jest inżynier Józef Reński (absolwent), który wykonał go bezinteresownie. Instytucją, która zainwestowała w całe przedsięwzięcie została Huta im. Marcela Nowotki, a OPBP w Ostrowcu dopięło planu zostając wykonawcą. Szkole zostaje przekazany z CRZZ czek na sumę 100.000,00 złotych. Kwota ta będzie przeznaczona na urządzenie pracowni. Wyrażone zostaje także uznanie dla osiągnięć szkoły na płaszczyźnie dydaktyczno-wychowawczej. Dyrektor Jan Rosłoński w 40-lecie jego pracy pedagogicznej odznaczony zostaje medalem „Za zasługi dla Kielecczyzny”.                  |
| 1965      | 1 lutego 1965 dotychczasowy dyrektor Jan Rosłoński odchodzi na emeryturę. Jego obowiązki przejmuje Eugeniusz Chmielewski, dotychczasowy inspektor szkolny w Ostrowcu i wychowanek liceum. |
| 1966      | Dnia 17 kwietnia 1966 odsłonięta zostaje tablica poświęcona pamięci żołnierzom Armii Krajowej, którzy zginęli podczas II wojny światowej. Otwarta zostaje nowa sala gimnastyczna. W szkole uczy się w tym roku 482 uczniów. Szkoła zostaje uznana przez Kuratorium Okręgu Szkolnego za wiodącą i zostaje w niej ulokowany Wojewódzki Ośrodek Metodyczny. |
| 1968      | Uruchomiona zostaje stołówka dla uczniów i nauczycieli. |
| 1970-1975 | Zorganizowane zostają klasy profilowane: podstawowa, matematyczna-fizyczna, humanistyczna oraz biologiczno-chemiczna. W roku szkolnym 1974-75 szkoła zostaje wpisana w poczet szkół stowarzyszonych w UNESCO. Warto nadmienić, że liceum zostało wyróżnione w ten sposób jako pierwsza placówka w Ostrowcu i druga w Kuratorium Kieleckim. |
| 1976      | Na emeryturę odchodzi dyrektor szkoły – Eugeniusz Chmielewski. Obowiązki dyrektora przejmuje dotychczasowy wicedyrektor i nauczyciel Lucjan Stojek. |
| 1978      | Ma miejsce III Zjazd Absolwentów. |
| 1980      | Ustanowione zostaje święto patrona szkoły. Od teraz odbywać się będzie ono w dniu 4 marca każdego roku (tego dnia zmarł J. Chreptowicz). |
| 1981      | Umiera zasłużony dla liceum nauczyciel i były dyrektor – Jan Rosłoński. Na jego cześć nazwano jego imieniem uliczkę prowadzącą do szkoły od ul. Polnej. |
| 1985      | Liceum zostaje wpisane do Złotej Księgi Zasłużonych dla miasta Ostrowca. |
| 1987      | Liceum zostaje przyjęte w poczet szkół zrzeszonych w Klubie Najstarszych Szkół Polskich. |
| 1988      | Odbywa się IV Zjazd Absolwentów. |
| 1990      | 7 listopada 1990 z okazji 72 rocznicy odzyskania niepodległości odsłonięta zostaje wmurowana po wielu latach tablica z 1923 roku poświęcona pamięci poległych harcerzy. Powstaje Towarzystwo Absolwentów, Wychowanków i Przyjaciół Gimnazjum i Liceum im. J. Chreptowicza. |
| 1993      | Liceum zajmuje wraz z IV LO im. J. Słowackiego w Kielcach i LO im. M. Reja w Jędrzejowie pierwsze miejsce w wojewódzkim rankingu szkół średnich. |
| 2000      | Liceum Ogólnokształcące im. J. Chreptowicza zajmuje 44 miejsce w kraju w rankingu szkół organizowanym przez redakcję „Rzeczpospolitej”. |
| 2004      | Po raz pierwszy odbywa się matura łączona z egzaminem wstępnym na AGH. W roku szkolnym 2004/2005 liceum przystępuje do ogólnopolskiego programu „Szkoła z klasą. |
| 2005      | Szkoła otrzymuje certyfikat „Szkoły z klasą”. Liceum zajmuje 3 miejsce w województwie i 100 w kraju w rankingu szkół prowadzonym przez „Rzeczpospolitą”. |
| 2007      | Szkoła zajmuje 7 miejsce w województwie i 165 w kraju w corocznym rankingu „Rzeczpospolitej”. Podczas pożegnania maturzystów prezes Towarzystwa Absolwentów, p. Ewa Stencel wręcza certyfikaty odnawiające świadectwa dojrzałości p.p. Witoldowi Zapałowskiemu w 75-lecie matury i Janowi Pękalskiemu w 70-lecie matury. |
| 2008      | Liceum Ogólnokształcące nr II obchodzi 95-lecie istnienia. |
| 2010      | Odbywa się Apel Katyński związany z katastrofą prezydenckiego samolotu pod Smoleńskiem oraz tragedią katyńską z czasu II wojny światowej. Posadzony zostaje także dąb w ramach akcji sadzenia Dębów Pamięci w szkołach w całym kraju. Sadzenie tych drzew ma na celu zachowanie pamięci i uczczenie mordu polskiej inteligencji w Katyniu i na terenie byłego Związku Radzieckiego. Dla LO nr 2 im. J. Chreptowicza przypadło sadzenie Dębu Pamięci w hołdzie kapitana Mariana Matyszczaka zamordowanego w Charkowie. |
| 2012      | Spotkanie założycielskie Świętokrzyskiego Klubu Najstarszych Szkół (LO im. J. Chreptowicza jest jednym z założycieli). Wicedyrektor Piotr Pobiega został wybrany prezesem ŚKNSz (wrzesień 2012 r.) |
| 2013      | Uroczyste obchody 100-lecia istnienia Liceum Ogólnokształcące nr II. Zostaje zakupiony nowy sztandar szkoły. |

## Dyrektorzy szkoły
- Stefan Czapliński (1913–1915)
- Sławomir Czerwiński (1915–1918)
- Bolesław Hulewicz (1918–1921)
- Wilhelm Romiszewski (1921–1934)
- Stanisław Jura (1934–1939, 1945–1946)
- Jan Rosłoński (1946–1965)
- Eugeniusz Chmielewski (1965–1976)
- Lucjan Stojek (1976–1990)
- Jerzy Golański (01.01.1991-08.1991)
- Jerzy Nowak (09.1991–2013)
- Sławomir Miszczuk (01.09.2013-31.08.2019)
- Małgorzata Górecka-Smolińska (01.09.2019)

## Uczniowie i absolwenci[3]
- Mirosław Baka – 1982 – aktor
- Michał Bar – 2008 – reprezentant Polski w piłce wodnej
- Arkadiusz Bąk – 1996 – polityk i samorządowiec, podsekretarz stanu w Ministerstwie Gospodarki
- Tadeusz Dulny – 1935 – błogosławiony Kościoła Katolickiego
- Jan Foremniak – działacz komunistyczny, oficer AL, mianowany wojewodą kieleckim.
- Antoni Kierysz – 1939[4] – pływak i waterpolista KSZO, mistrz Polski z 1946 roku i reprezentant Polski w piłce wodnej, odznaczony Złotą Odznaką Polskiego Związku Pływackiego i Złotą Odznaką Ministra Sportu i Turystyki
- Józef Henryk Krekora – 1965 – polski przedsiębiorca, inżynier hutnik
- Tadeusz Kubiak – 1945 – poeta
- Edmund Kwasek – partyzant Armii Ludowej, pułkownik, funkcjonariusz służb bezpieczeństwa, oficer śledczy, komunistyczny zbrodniarz
- Eugeniusz Makulski – marianin
- Andrzej Nowak-Arczewski – 1974 – dziennikarz, publicysta, reporter
- Artur Patek – 1984[5] – polski historyk, zastępca dyrektora Instytutu Historii Uniwersytetu Jagiellońskiego[6]
- Jan Piwnik – 1932 – dowódca partyzancki Armii Krajowej, „Wachlarz”
- Józef Reński – 1920 – architekt, twórca planu ogólnego zagospodarowania przestrzennego miasta Ostrowca Świętokrzyskiego po drugiej wojnie światowej
- Stefan Rychter – 1925 – mjr WP Armia Krajowa, szef sztabu „Wachlarza”
- Tomasz Lech Stańczyk – 1971 – inżynier, profesor nauk technicznych, prezes Kieleckiego Towarzystwa Naukowego
- Andrzej Wróbel – 1971[7]– doktor nauk farmaceutycznych, kieruje Zakładem Historii Nauk Medycznych Wydziału Farmaceutycznego z Oddziałem Analityki Medycznej Uniwersytetu Medycznego w Lublinie

## II LO w statystykach
- Ogólnopolski Ranking Szkół Średnich 2000 – miejsce 152
  - Wojewódzki Ranking Szkół Średnich 2000 – miejsce 6
- Ogólnopolski Ranking Szkół Średnich 2001 – miejsce 44
  - Wojewódzki Ranking Szkół Średnich 2001 – miejsce 8
- Ogólnopolski Ranking Szkół Średnich 2002 – miejsce 186
  - Wojewódzki Ranking Szkół Średnich 2002 – miejsce?
- Ogólnopolski Ranking Szkół Średnich 2003 – miejsce 229
  - Wojewódzki Ranking Szkół Średnich 2003 – miejsce?
- Ogólnopolski Ranking Szkół Średnich 2005 – miejsce 100
  - Wojewódzki Ranking Szkół Średnich 2005 – miejsce 3
- Ogólnopolski Ranking Szkół Średnich 2006 – miejsce 181
  - Wojewódzki Ranking Szkół Średnich 2006 – miejsce 10
- Ogólnopolski Ranking Szkół Średnich 2007 – miejsce 165
  - Wojewódzki Ranking Szkół Średnich 2007 – miejsce 7
- Ogólnopolski Ranking Liceów „Perspektywy” 2016 – miejsce 206
  - Wojewódzki Ranking Liceów „Perspektywy” 2016 – miejsce 3
- Ogólnopolski Ranking Liceów „Perspektywy” 2017 – miejsce 236
  - Wojewódzki Ranking Liceów „Perspektywy” 2017 – miejsce 3
- Ogólnopolski Ranking Liceów „Perspektywy” 2018 – miejsce 216
  - Wojewódzki Ranking Liceów „Perspektywy” 2018 – miejsce 3
- Ogólnopolski Ranking Liceów „Perspektywy” 2019 – miejsce 115
  - Wojewódzki Ranking Liceów „Perspektywy” 2019 – miejsce 3